# La Popolarissima 2017
La 102e édition de La Popolarissima a eu lieu le 19 mars 2017. Elle fait partie du calendrier UCI Europe Tour 2017 en catégorie 1.2.

## Présentation

### Équipes
| Unknown team category |
|                       |

## Classements

### Classement final
| \| Classement général \| Classement général \| Classement général \| Classement général \| Classement général \| \| Coureur \| Coureur \| Pays \| Équipe \| Temps \| \| ------------------ \| ------------------ \| ------------------ \| ------------------------------- \| ------------------ \| \| 1er \| Filippo Calderaro \| Italie \| Zalf Euromobil Désirée Fior \| 3 h 41 min 23 s \| \| 2e \| Damiano Cima \| Italie \| Viris Maserati-Sisal Matchpoint \| + 0 s \| \| 3e \| Leonardo Bonifazio \| Italie \| Colpack \| + 0 s \| \| 4e \| Giovanni Lonardi \| Italie \| General Store Bottoli Zardini \| + 0 s \| \| 5e \| Daniele Cazzola \| Italie \| Cipollini Iseo Serrature Rime \| + 0 s \| \| 6e \| Giovanni Guglielmi \| Italie \| Cipollini Iseo Serrature Rime \| + 0 s \| \| 7e \| Liam Bertazzo \| Italie \| Wilier Triestina-Selle Italia \| + 0 s \| \| 8e \| Simone Bevilacqua \| Italie \| Zalf Euromobil Désirée Fior \| + 0 s \| \| 9e \| Mattia Viel \| Italie \| Unieuro Trevigiani-Hemus 1896 \| + 0 s \| \| 10e \| Alessio Brugna \| Italie \| \| + 0 s \| |                    |        |                                 |                 |
| |                    |        |                                 |                 |
| Sources : ProCyclingStats Cycling Archives |                    |        |                                 |                 |
| Classement général |                    |        |                                 |                 |
| Coureur | Coureur            | Pays   | Équipe                          | Temps           |
| 1er | Filippo Calderaro  | Italie | Zalf Euromobil Désirée Fior     | 3 h 41 min 23 s |
| 2e | Damiano Cima       | Italie | Viris Maserati-Sisal Matchpoint | + 0 s           |
| 3e | Leonardo Bonifazio | Italie | Colpack                         | + 0 s           |
| 4e | Giovanni Lonardi   | Italie | General Store Bottoli Zardini   | + 0 s           |
| 5e | Daniele Cazzola    | Italie | Cipollini Iseo Serrature Rime   | + 0 s           |
| 6e | Giovanni Guglielmi | Italie | Cipollini Iseo Serrature Rime   | + 0 s           |
| 7e | Liam Bertazzo      | Italie | Wilier Triestina-Selle Italia   | + 0 s           |
| 8e | Simone Bevilacqua  | Italie | Zalf Euromobil Désirée Fior     | + 0 s           |
| 9e | Mattia Viel        | Italie | Unieuro Trevigiani-Hemus 1896   | + 0 s           |
| 10e | Alessio Brugna     | Italie |                                 | + 0 s           |